# HMS C19
HMS C19 – brytyjski okręt podwodny typu C. Zbudowany w latach 1908–1909 w Chatham Dockyard w Chatham. Okręt został wodowany 20 marca 1909 roku i rozpoczął służbę w Royal Navy 9 listopada 1909 roku. Pierwszym dowódcą był H.J. Hern.
HMS C19 był pierwszym okrętem z serii C, w którym zastąpiono dotychczasowy 16-cylindrowy silnik nowszym 12-cylindrowym, o takiej samej mocy, ale lepszych osiągach.
W 1914 roku C19 stacjonował w Leith przydzielony do Siódmej Flotylli Okrętów Podwodnych (7th Submarine Flotilla) pod dowództwem Lt. Hugh R. Marracka. W 1918 roku jednostka stacjonowała w Humber w Trzeciej Flotylli Łodzi Podwodnych (3rd Submarine Flotilla) pod dowództwem Lt. A.L Pearsa.
Okręt został sprzedany w 2 lutego 1920 roku i zezłomowany w Sunderland.